# Enterrement de vie de jeune fille (série télévisée)
Cet article concerne la série télévisée. Pour la tradition prénuptiale, voir Enterrement de vie de célibataire.
Enterrement de vie de jeune fille est une série télévisée française en six épisodes de 15 minutes réalisé par Benoît Pétré et Deborah Saïag, diffusée entre le 11 avril 2006 et le 16 mai 2006 sur Canal+.

## Synopsis
En prévision du mariage prochain de leur amie Eléonore, Gwen et Zoé veulent faire vivre à Eléonore un mémorable enterrement de vie de jeune fille !

## Fiche technique
- Titre : Enterrement de vie de jeune fille
- Réalisation : Deborah Saïag et Benoît Pétré
- Scénario : Deborah Saïag et David Bouaziz
- Producteur : Gilles Galud (La Parisienne d'Images), Canal +, Canal Jimmy
- Distribution : Canal +
- Directeur de la photographie : Stephan Massis
- Chef Décorateur : Richard Cahours de Virgile
- Montage : Pauline Delcroix
- Costumes : Frédéric Cambier
- Pays d'origine : France
- Genre : Comédie
- Durée : 6 x 15 minutes
- Format : Couleur

## Distribution
- Vanessa Pivain : Éléonore
- Benoît Pétré : Baptiste
- Isabelle Vitari : Sophie
- Mika Tard : Zoé
- Mayane Delem : Gwen
- Alexandre Brik : Erwan
- Morgan Perez : Reynald
- Roland Menou : Le curé
- Deborah Saïag : Sacha
- Gilles Galud : Le vigneron
- Patrick Grand Mourcel : L'homme-fantasme